# Arnstadt Hauptbahnhof

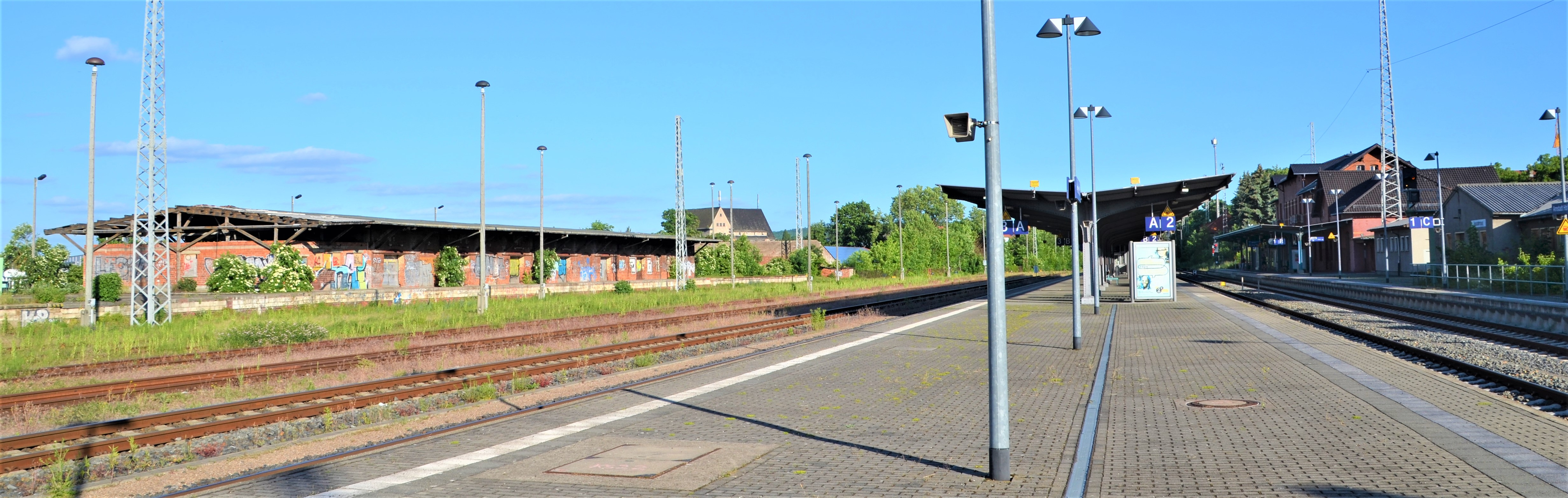
Gleissituation im Hauptbahnhof (2021)

Arnstadt Hauptbahnhof ist ein Bahnhof der Deutschen Bahn in Arnstadt (Thüringen). Er ist der größte Bahnhof im Ilm-Kreis und einer von fünf Hauptbahnhöfen in Thüringen. Er umfasst den Personenbahnhof, den Güterbahnhof und als Rangierbezirke den ehemaligen Bahnhof Arnstadt Ost sowie das Anschlussgleis ins Gewerbegebiet „Erfurter Kreuz“. Im Stadtgebiet Arnstadt gibt es außerdem den Haltepunkt Arnstadt Süd an der Strecke nach Suhl bzw. Ilmenau.
Der Hauptbahnhof ist Knotenpunkt der Bahnstrecken Neudietendorf–Ritschenhausen (Teil der Linie Erfurt–Arnstadt–Suhl–Meiningen/Würzburg), Erfurt–Ilmenau und Arnstadt–Saalfeld.

## Geschichte
Der Bahnhof wurde am 16. Mai 1867 in Betrieb genommen. Damals war er Endpunkt der Strecke aus Erfurt im Norden. Im Jahre 1879 folgte die Verbindung nach Plaue–Ilmenau und 1894 die Verbindung nach Saalfeld. Der Abschnitt Plaue–Ritschenhausen, welcher den Thüringer Wald quert, wurde 1884 fertiggestellt. 1911 wurde die Trasse im Stadtgebiet erhöht. Außerdem gab es zwischen 1885 und 1967 die Kleinbahn nach Ichtershausen. Diese vor der Verstaatlichung in Privateigentum befindliche Stichbahn verfügte über einen eigenen Bahnhof an der südöstlichen Seite der Überquerung der früheren B4 mit dem Namen „Ichtershäuser Bahnhof“, später als Arnstadt Ost bezeichnet.
Vor dem Zweiten Weltkrieg hielten in Arnstadt die Fernzüge von Berlin in Richtung Stuttgart/Tübingen. Unter anderem war Arnstadt Hbf – wie der Bahnhof seit 1924 heißt – Halt des D 14 von Berlin Anhalter Bahnhof nach Rom über Stuttgart, Zürich und Chiasso. Bedingt durch die deutsche Teilung verlor der Bahnhof an Bedeutung. Allerdings gab es nach wie vor Züge nach Schmiedefeld am Rennsteig, Suhl und Meiningen sowie Fernverbindungen nach Berlin, Cottbus, Erfurt, Dresden, Görlitz, Halle (Saale), Leipzig, Magdeburg, Rostock und Stralsund. 1984 wurde die 11 km lange Bahnstrecke zwischen Neudietendorf und Arnstadt Hbf elektrifiziert, um die Lokwechsel in Arnstadt durchzuführen und so den Hauptbahnhof in Erfurt entlasten zu können. Dadurch erhielt Arnstadt ab 15. Mai des gleichen Jahres als einzige Kreisstadt neben Meiningen und Zwickau Anschluss an das Städteexpress-Netz der DR. Am frühen Morgen verkehrte Mo.–Fr. der Ex 150 „Rennsteig“ nach Berlin-Lichtenberg und abends Ex 157 nach Meiningen. Dieses Streckenstück ist eines der wenigen in Deutschland, wo die Oberleitung ab 1996 zurückgebaut wurde, da es keine über Erfurt hinaus verkehrenden (Fern-)Züge mehr gibt und Verbindungen von Saalfeld bzw. Meiningen ohnehin aus nicht elektrifizierten Bereichen kommen.
Das Interregio-Zugpaar (Berlin–) Erfurt–Stuttgart mit Halt in Arnstadt wurde zum Sommer 1997 eingestellt.
Dem Arnstädter Hauptbahnhof war auch ein Bahnbetriebswerk angeschlossen. Es fungiert heute als Bahnbetriebswerk Arnstadt/historisch und verwaltet alle Dampflokomotiven des mitteldeutschen Raumes.
Auf dem Gelände des Güterbahnhofs, neben dem Hauptbahnhof, sollte ein als „Rail Logistics Center“ (RLC) bezeichnetes Logistikzentrum für das Industriegebiet „Erfurter Kreuz“ entstehen. Vorgesehen waren ein Containerterminal sowie Straße-Schiene-Umladung für den Batteriehersteller CATL. Ab dem Jahreswechsel 2023/2024 sollten täglich bis zu vier Züge be- und entladen werden. Die Pläne wurden Anfang 2023 auf Eis gelegt, da CATL die von DB Cargo geforderten Transportmengen, die für einen wirtschaftlichen Betrieb des Logistikzentrums erforderlich seien, nicht zusagen konnte.

## Bahnsteiggleise

Gleisplan des Hauptbahnhofs Arnstadt

Über zwei Aufzüge sind die Bahnsteige barrierefrei zu erreichen.
| Gleis | Länge in m | Höhe in cm |
| ----- | ---------- | ---------- |
| 1     | 211,7      | 55         |
| 2     | 226        | 55         |
| 3     | 226        | 55         |

## Einrichtungen
Im Empfangsgebäude ist ein Reisecenter vorhanden.

## Verkehrsanbindung

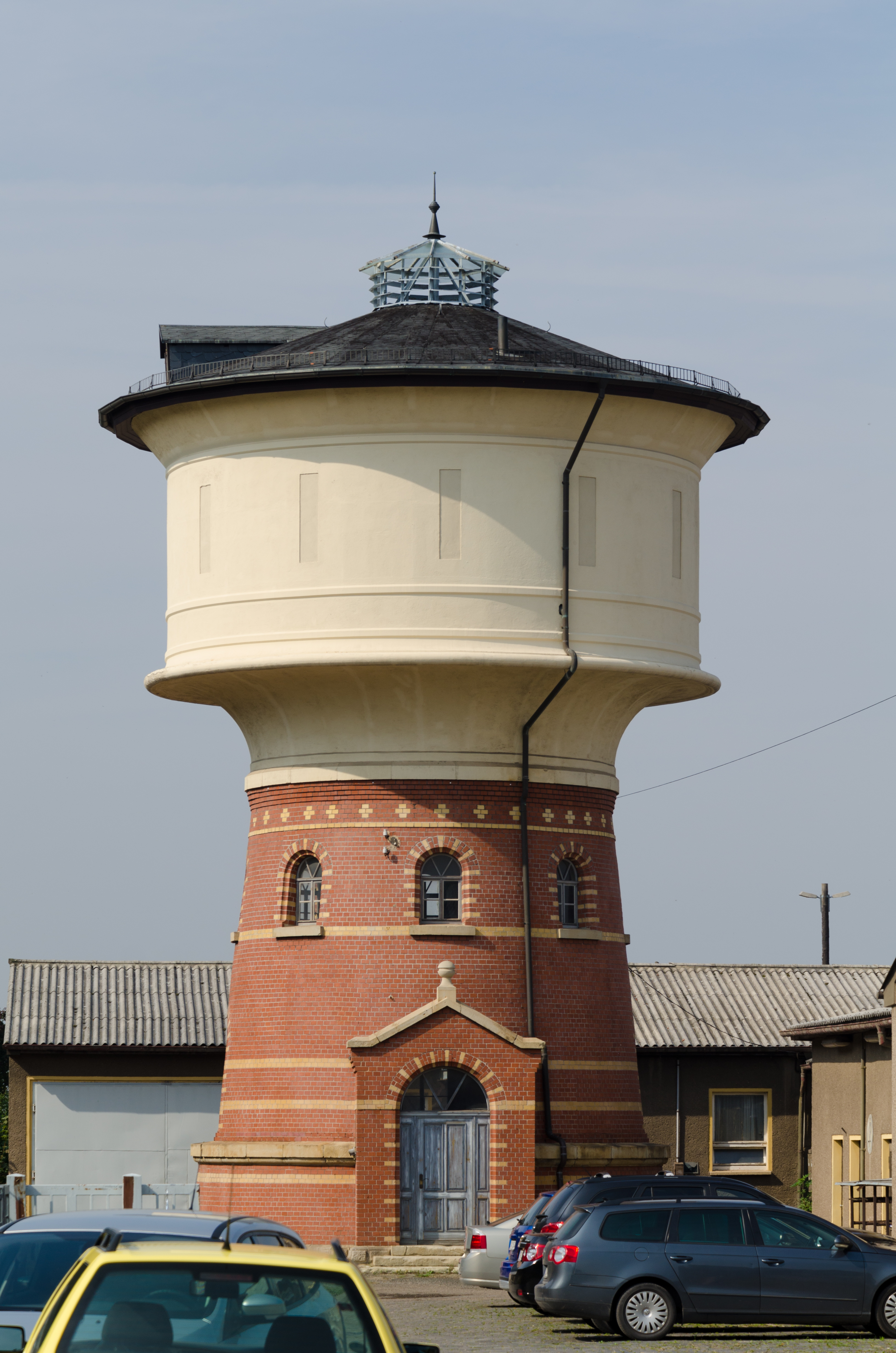
Wasserturm

Eingesetzt werden Dieseltriebwagen der Baureihen 612 und 650 und vereinzelt auch Bombardier Itino. Im Fahrplanjahr 2024 halten in Arnstadt Hbf folgende Linien:
| Linie | Fahrtverlauf                                                                      | Takt (min)    | EVU                |
| ----- | --------------------------------------------------------------------------------- | ------------- | ------------------ |
| RE 7  | Erfurt – Arnstadt – Plaue (Thür) – Suhl – Grimmenthal – Schweinfurt – Würzburg    | 120           | DB Regio Südost    |
| RE 45 | Erfurt – Neudietendorf – Arnstadt – Ilmenau                                       | Einzelne Züge | Süd-Thüringen-Bahn |
| RE 50 | Erfurt – Arnstadt – Plaue (Thür) – Suhl – Grimmenthal – Meiningen                 | Einzelne Züge | Süd-Thüringen-Bahn |
| RB 23 | Erfurt – Neudietendorf – Arnstadt – Stadtilm – Rottenbach – Saalfeld (Saale)      | 60            | Erfurter Bahn      |
| RB 44 | Erfurt – Neudietendorf – Arnstadt – Plaue (Thür) – Suhl – Grimmenthal – Meiningen | 120           | Süd-Thüringen-Bahn |
| RB 46 | Erfurt – Neudietendorf – Arnstadt – Plaue (Thür) – Ilmenau (– Rennsteig)          | 60            | Süd-Thüringen-Bahn |

Der Personenbahnhof verfügt über drei Bahnsteige:
Nutzung:
- Bahnsteig 1 für RE 7, RB 23, RB 46 und RB 44 in Richtung Stadtilm und Plaue (Süden/Südosten)
- Bahnsteig 2 für RE 7, RB 23, RB 46 und RB 44 in Richtung Neudietendorf (Norden)
- Bahnsteig 3 kein Planverkehr